# Saint Koppschuss
Saint Koppschuss ist eine Punk-Band aus Marl (Nordrhein-Westfalen). Sie gründeten sich im November 2004. Musikalisch finden sich Einflüsse von klassischem Punk, Deutschrock und Californiapunk.

## Geschichte

### 2004–2005: Die Anfänge
Die offizielle Gründung der Band erfolgte im November 2004, nachdem sich Stephan Funke (Gitarre) und Gerrit van Geldern (Bass/Gesang) bereits seit einiger Zeit zum Jamming getroffen hatten und in Christian Gröger eine geeignete Frontstimme fanden. David Kellert wurde zum 2. Gitarristen und René Semelka zum Schlagzeugspieler berufen, so dass die Band komplett war.
Den ersten Auftritt absolvierte Saint Koppschuss am 16. September 2005 in einem lokalen Jugendzentrum, wo sie vor nicht einmal 100 Zuschauern spielten. Später folgten kleinere Auftritte (200–400 Besucher) im Kulturzentrum Hot Hagenbusch, wo auch schon die Toten Hosen in ihren Anfangszeiten spielten.

### 2006–2008: Erste Erfolge
Die erste LP "Gedankenschungel" entstand im Jahre 2006 im SSE Tonstudio Essen und beinhaltet sechs Songs. Da kein Geld für eine große Pressung vorhanden war, entschied sich die Band, alles in Eigenarbeit zu produzieren. Mit Erscheinen der nächsten LP wurde dies allerdings eingestellt, so dass nur eine recht kleine Auflage von ca. 500 Tonträgern im Umlauf ist. Musikalisch sind auf dieser LP Einflüsse von Punk-Bands wie Wizo, Die Toten Hosen aber auch Elemente des Deutschrock (z. B. Die Böhsen Onkelz) erkennbar.
Im Jahr 2006 wurde Saint Koppschuss außerdem als einzige Punk-Band zum Musikercamp in Celle eingeladen, wo sie von professionellen Musikern wie Martin Kessler (H-Blockx/Abwärts) und Henning Rümenapp (Guano Apes) in zahlreichen Workshops viel über das Musikgeschäft lernten. Berufsbedingt konnten nur zwei Bandmitglieder teilnehmen, so dass einige befreundete Musiker aushelfen mussten. Auch Künstler wie Max Mutzke und die Band Juli waren dort bereits zu Gast.

#### Personalwechsel
Kurz nach dem Musikercamp verließ Gitarrist Stephan Funke aus Zeitgründen die Band. Man suchte nun händeringend einen neuen Gitarristen, worauf sich der ehemalige Schulkollege Jan Fratzer zum Spielen einfand. Dieser war eigentlich in der California Punk Szene beheimatet und brachte daher einige Einflüsse in die Band ein, der vorher auf Grund des harten Gitarrenspiels in Kombination mit deutschen Texten ein recht "Onkelz-lastiger" Sound nachgesagt wurde. Da ein einzelner Gitarrist allerdings eine Minimallösung war, wurde kurz darauf Malte Berendes als Rhythmusgitarrist angeheuert, der sehr von Metallica inspiriert wurde.
Zwischenzeitlich heiratete René Semelka (Schlagzeug) seine Freundin und begann ein Studium neben seinem Job, so dass für die Band keine Zeit mehr blieb. Nachfolger wurde nach einer längeren Phase mit zahlreichen Gastmusikern Heiko Galensa aus Herne.

#### Das Polstock Festival
Da Musikveranstaltungen in der Region um Marl selten waren, entschlossen sich Saint Koppschuss in Zusammenarbeit mit einigen Freunden ein eigenes Festival ins Leben zu rufen. Veranstaltungsort war der Biergarten eines befreundeten Wirtes in Dorsten, in dem 2007 und 2008 jeweils zehn Bands verschiedener Musikrichtungen spielten. Da leider kein größerer Veranstaltungsort für 2009 gefunden werden konnte, wurde das Projekt vorerst eingestellt.

### 2008 – heute: Neue Alben, Festivals und Plattenvertrag
Unmittelbar darauf (September 2008) erschien die erneut im SSE Studio Essen produzierte LP "Affen werfen mit Kot!", die in der ersten Auflage von 1000 CDs gepresst wurde. Musikalisch stellt man einen großen Unterschied zur 1. LP fest, da viele Gitarrensounds ihre Californiapunk-Einflüsse nicht verbergen können. Insgesamt bleibt Saint Koppschuss allerdings den Musikrichtungen Punk und Deutschrock treu.
In diesem Jahr fanden zahlreiche Auftritte im Bundesgebiet darunter auch Konzerte (ca. 1500 Besucher) in der Turbinenhalle Oberhausen statt, wo Saint Koppschuss gemeinsam mit Bands wie Frei.Wild und Kärbholz spielte.

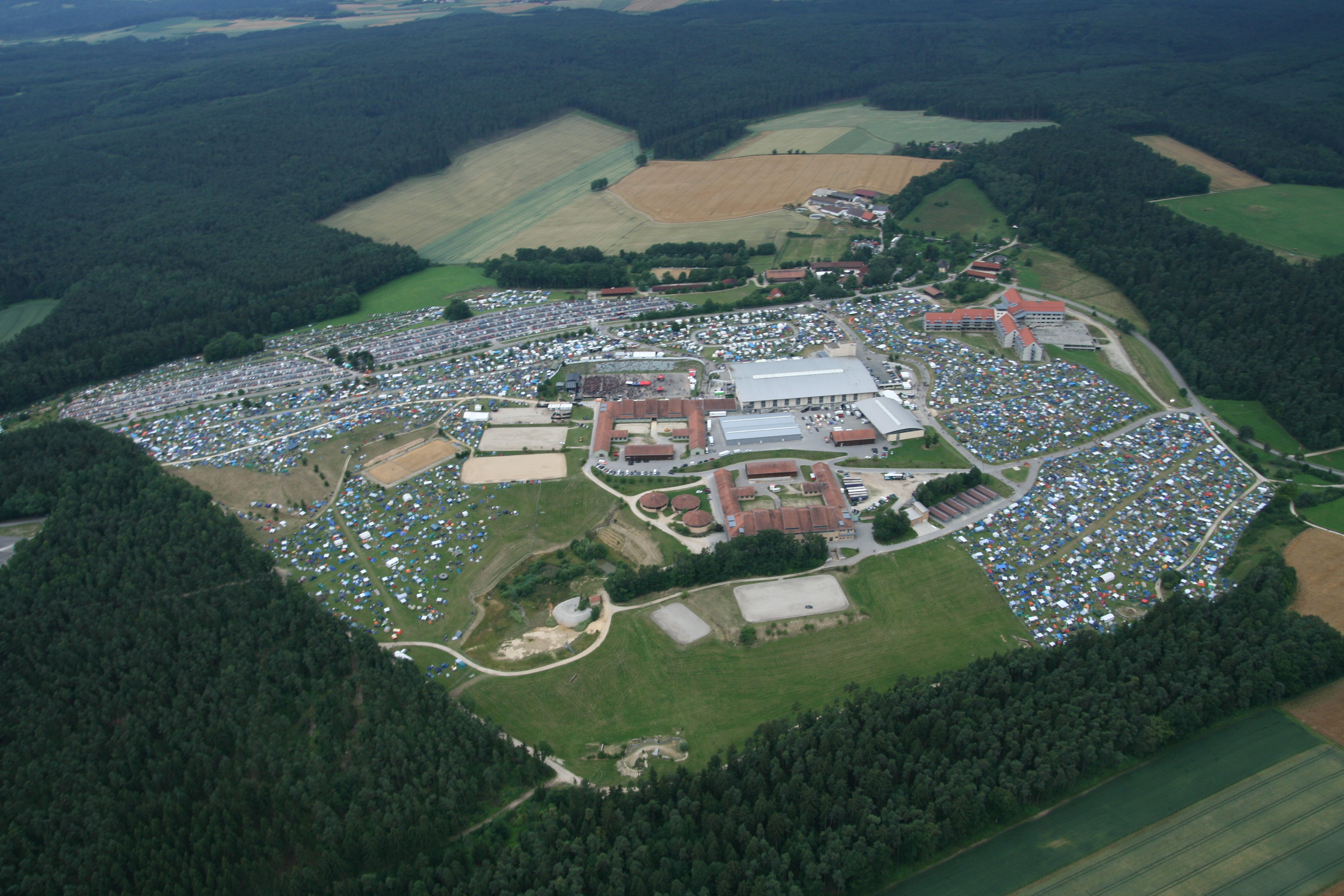
Luftbild der G.O.N.D. in Rieden-Kreuth

2009 ging Saint Koppschuss beim Label "Baumhaus Records" (Herne) unter Vertrag, welches sich auch um die Produktion des anstehenden Albums kümmerte. Dies wurde über das Jahr 2009 hinweg im "Tonstudio1" Recklinghausen produziert, in dem Jürgen Drews und andere bekannte Größen der Region bereits aufgenommen hatten.
Im August 2010 spielte Saint Koppschuss auf dem G.O.N.D.-Festival in Bayern, welches ca. 25.000 Besucher verzeichnete. Das bereits im Frühjahr angekündigte Album "Einmal Vollrausch und zurück" wurde zum Bedauern der Band erst nach dem Festival fertig und erschien im September 2010.

## Diskografie

### Studioalben
- 2006: Gedankendschungel
- 2008: Vorsicht, Affen werfen mit Kot!
- 2010: Einmal Vollrausch und zurück

### Sampler-Beiträge
- 2006: Lieder und Gesänge[8]
- 2009: European Underground Punk Rock Front[9]

### Sonstige Stücke
- 2006: Ficken für 2 Mark Spezial (zusammen mit "5idelity")
- 2010: La Taverna (zusammen mit "Confyouth")

### Demos
- 2004: in diesem Jahr entstanden einige Demo-Aufnahmen, die allerdings nie veröffentlicht wurden.

## Trivia
- Der Metallica Sänger und Gitarrist James Hetfield ist seit der Death Magnetic Tour (Berlin) im Besitz einer Saint Koppschuss CD, für die er sich telefonisch bei Saint Koppschuss Gitarrist Malte Berendes bedankte.
- Götz George (Horst Schimanski) besitzt ebenfalls einen Tonträger der Band.